# Ткач Валентина Іванівна
Валентина Іванівна Ткач, до шлюбу Вовкула (нар. 4 грудня 1970 року) — українська ткаля з династії ткачів в третьому поколінні, педагогиня, волонтерка.

## Батьки
Мати, Марія Вовкула, з 15-ти років – ткаля, батько Іван Вовкула з 1970 р. і протягом 20-ти наступних років був директором фабрики художніх виробів "Перемога" в м. Богуславі.

### Освіта
В 1990 Валентина Вовкула закінчила Богуславське педагогічне училище імені І. С. Нечуя-Левицького і отримала спеціальність «Виховання в дошкільних закладах».
В 2002 вступила до Державної академії керівних кадрів культури і мистецтв, яку закінчила у 2005, здобувши спеціальність «Образотворче та декоративно-прикладне мистецтво».

### Творчість
У тому ж році створила гурток декоративного ткацтва «Килимок» в ПТУ-16 в місті Богуславі, де навчала дітей ткацтву килимів на «рамах» і верстатах. Ткані вироби поєднувалися з різними видами макраме або інсталяцій з дерева. Це були декоративні панно, килими, доріжки, накидки на стільці та інше.
З 1990-х і понині бере участь у весняних та осінніх ярмарках-виставках з своїми виробами, у музейному святі «День ткалі та вишивальниці», які щороку відбуваються у Музей народної архітектури та побуту в селі Пирогові.
З 1995 почала пошук автентичного орнаменту килимів Центральної України. Згодом перший килимок «Маки» був створений і у 2000-му його вперше побачили на всеукраїнській виставці «Народне мистецтво-2000», що проходила у Національному виставковому центрі «Український дім». 
З 2005-го щороку бере участь у фольклорних фестивалях Олега Скрипки «Країна мрій», де презентує свої нові вироби. Крім виставкових, ярмаркових і фестивальних дійств, ткані авторські ексклюзивні роботи Валентини Ткач можна бачити на постійно діючій виставці в історичному музеї "Мамаєва Слобода".
В березні 2010 р. стала членкинею національної спілки майстрів народного мистецтва України і продовжує творити понині. Килими Валентини Ткач різного орнаменту, розміру та товщини нитки відтворюють всю традицію давнього народного промислу — ткацтва. Також мисткиня створює доріжки та різноманітні килимові вироби (наприклад, сумки). Багато її робіт знаходяться за кордоном, зокрема в Канаді, США, Кореї, Німеччині, Іспанії, Італії, Португалії, Нідерланди, Великій Британії, Туреччині, Польщі, Данії, Бельгії, Австралії, Казахстані.
Проводить майстер-класи із ткацтва у своїй майстерні, у т.ч. за кордоном, як офлайн, так і онлайн.
На початку повномаштабної війни росії проти України стала волонтеркою, продає свої унікальні килими і допомагає ЗСУ, де захищає Україну її син Богдан Ткач.

## Сім'я
Розлучена. Має сина Богдана і доньку Дарину, двоє онуків: Юліан і Олівія.